# Omega Kaprikornidy
omega Kaprikornidy (WCA) – coroczny rój meteorów aktywny od 19 kwietnia do 15 maja. Jego radiant znajduje się w gwiazdozbiorze Koziorożca. Maksimum roju przypada na 2 maja, jego aktywność jest określana jako niska, a obfitość roju wynosi 2 meteory/h. Prędkość w atmosferze meteorów tego roju to 50 km/s.